# 열두달
열두달은 대한민국의 1인 음악 그룹이다. 2018년 싱글 [일초하루]로 데뷔했다. 원래 2인조였으나, 2020년 예림의 탈퇴로 1인 그룹이 되었다.

## 경력
- 학교안전사회공헌운동본부 학교폭력예방 홍보대사 (2018)

## 수상
- 재능나눔 공헌대상 및 창조혁신경영대상 시상식 재능나눔공헌대상 (2019)